# Novakî, Volodîmîreț
Novakî (în ucraineană Новаки) este o comună în raionul Volodîmîreț, regiunea Rivne, Ucraina, formată numai din satul de reședință.

## Demografie
Componența lingvistică a comunei Novakî
     Ucraineană (99,04%)
     Alte limbi (0,64%)
Conform recensământului din 2001, majoritatea populației comunei Novakî era vorbitoare de ucraineană (99,04%), existând în minoritate și vorbitori de alte limbi.